# عزلة الذراع (ذمار)

تعديل مصدري - تعديل

عزلة الذراع هي إحدى عزل مديرية عتمة في محافظة ذمار اليمنية ويبلغ تعداد سكانها 1222 نسمة حسب التعداد السكاني في اليمن لعام 2004.